# Onciale 0289
- Papyrus
- Onciale
- Minuscules
- Lectionnaire

Le Codex 0289 (dans la numérotation Gregory-Aland), est un manuscrit du Nouveau Testament sur parchemin écrit en écriture grecque onciale.

## Description
Le codex se compose de 8 folios. Il est écrit en deux colonnes par page, 27 lignes par colonne. Les dimensions du manuscrit sont 22 cm x 19 cm,.
Ce manuscrit contient le texte d'Épître aux Romains (8,19-21.32-35) et de la Première épître aux Corinthiens 2,11-4,12; 13,13-14,1.3-11.13-19). Les paléographes datent ce manuscrit du VIIe siècle ou VIIIe siècle.
Le texte du codex Kurt Aland ne l'a placé dans aucune catégorie.
Lieu de conservation
Le codex est conservé au monastère Sainte-Catherine (N.E. ΜΓ 99) dans le Sinaï,.